# Canon EOS 600D
La Canon EOS 600D también conocida como Canon Rebel T3i es una cámara réflex de 18,0 megapíxeles. fabricada por Canon. Estuvo disponible a partir del 7 de febrero de 2010, y en EE. UU. a partir de principios de marzo. Es conocida como la EOS Kiss X5 en Japón, y como la EOS Rebel T3i en América del Norte. Continúa la línea de cámaras DSLR Rebel de los consumidores, y está colocada de como el modelo que reemplaza a la Canon EOS 550D.  La 600D es la segunda cámara Canon que incorpora una pantalla LCD articulada y que sustituye a la 550D, por otra parte la 550D no fue descontinuada hasta junio de 2012, cuando la sucesora de la 600D, la 650D, fue anunciada.

## Características
- 18,0 megapíxeles efectivos, sensor CMOS APS-C
- Grabación de vídeo Full HD con control manual Full HD 1080p a 24/25/30 cuadros/s
- Grabación de video HD 720p y 640×480 a 50/60 cuadros/s
- 3–10× Zum digital en modo de grabación de video (disponible solo en 1080p).
- Procesador de imagen DIGIC 4
- Conversor de 14-bit de la señal analógica a digital
- 3 pulgadas (76 mm) 3:2 relación de aspecto del monitor LCD
- Pantalla abatible heredada de la 60D
- Modo de visualización en vivo
- Flash integrado con Speedlite con soporte wireless multi-flash
- Enfoque amplio, seleccionable, de nueve puntos AF con sensor de tipo cruz en el centro a f / 2,8
- Cuatro modos de medición, utilizando 63-zonas: puntual, parcial, media ponderada al centro y medición evaluativa.
- Resalte de prioridad al tono.
- Sistema de limpieza integrado EOS
- Micrófono mono integrado
- sRGB y Adobe RGB espacios de color configurables.
- 100-6,400 ampliable a 12.800 ISO
- Fotografías continuas hasta 3,7 cuadros / s (bufer de 34 imágenes (JPEG), o 6 imágenes (RAW))
- salida de vídeo PAL / NTSC
- SD, SDHC y memoria SDXC tarjeta de almacenamiento de archivos
- RAW y JPEG simultáneos o por separado
- Soporte para Eye-Fi
- USB 2.0, interfaz HDMI
- batería LP-E8
- Peso aproximado 0,57 kg con batería

## Mejoras
Pantalla articulada
Este es realmente el punto que la diferencia de la 550D, ya que en la 600D la pantalla es abatible, permitiendo visualizar la grabación en video en posiciones que no lo permite la 550D. Así mismo esta capacidad es heredada de su hermana mayor, la 60D. El resto de mejoras ya estaban incorporadas en la previa 550D.
El movimiento del monitor se fundamenta en un eje lateral que le permite adoptar cualquier ángulo y que resulta muy útil a la hora de trabajar con la previsualización Live View y, sobre todo, durante la grabación de secuencias de vídeo. Además, también es posible ocultar el panel para protegerlo cuando transportamos la cámara, un detalle que puede parecer menor pero que se agradece.
Se puede leer un análisis extenso en esta página: http://www.quesabesde.com/noticias/canon-eos-600d-analisis-fotos-video,1_7534
18 MP CMOS Sensor
Ideal para aquellos que quieren crear grandes impresiones de tamaño póster - o recortar las imágenes sin perder ninguno de los detalles necesarios para la impresión - 18MP CMOS EOS 600D El sensor es excepcional en poca luz y produce imágenes con ruido increíblemente bajo. 
DIGIC 4
Canon DIGIC 4 trabaja con el procesador de sensor CMOS para ofrecer 14-bits de procesamiento de imágenes, por gradaciones suaves y colores naturales que buscan. poderes DIGIC 4 también reducción avanzada del ruido al disparar a velocidades ISO más alto, más veces de puesta en marcha en fracciones de segundo y revisión de la imagen casi instantánea después de disparar. 
High ISO de poca luz
Cuando caen los niveles de luz, la EOS 600D ofrece una gama de sensibilidades ISO de hasta 6400 - ampliable a 12.800 para aquellos entornos en los que se utiliza el flash no es deseable. 
Full HD de grabación de vídeo
La EOS 600D sigue disparando con la capacidad de grabar Full HD (1080p) de vídeo. Para satisfacer tu creatividad la EOS 600D cuenta con un control totalmente manual y las tasas de seleccionar el marco. También puede grabar películas de alta velocidad a 50/60 fps y resolución 720p para cuando la acción es muy rápida. Una conexión HDMI de alta definición, reproducción de video e imágenes en cualquier HDTV. También con la reproducción de TV compatibles se pueden controlar utilizando el control remoto del televisor. 
7.7cm (3,0 ") Ver 03:02 Clear LCD
comprobaciones detalladas en las imágenes y de vídeo son posibles con una 77 mm (3,0 ") 3:2 pantalla LCD Clear View , que cuenta con un diseño ultra-alto de 1.040.000 puntos para mayor claridad. Cambiar a modo Live View y utilizar el alimento visual en tiempo real a disparar desde ángulos poco habituales. 
sistema de medición iFCL
Una nueva capa de 63-de dos zonas de medición de análisis de sensor de enfoque, color y luminancia de información, proporcionando medición precisa y consistente. 
Pantalla de control rápido
Accesible con un botón dedicado que proporciona un fácil acceso a funciones de uso común, asegurando que está listo para tomar el disparo.
Toma de micrófono externo
Añadir un micrófono adicional para obtener un sonido de mejor calidad utilizando la toma de 3,5 mm estéreo. 
Recorte en video
Dispara videos VGA con un zum efectiva de 7x y permite disparar a larga distancia sin tener que cambiar las lentes. 
Crear un sistema de disparo
La EOS 600D es compatible con la gama completa de Canon EF y EF-S y los flashes Speedlite serie EX. 

### Magic Lantern
Magic Lantern es un firmware no oficial escrito para la 5D Mark II por Trammel Hudson en 2009, y portado a la 550D/T2i/Kiss X4 (1.0.8) en julio de 2010 por el mismo autor. Hacia septiembre de 2010, A1ex del foro CHDK y otras personas portaron este firmware a la 550D/T2i (1.0.9), 60D, 500D/T1i/Kiss X3, 600D/T3i/Kiss X5 (1.0.1) y 50D; Actualmente existe una variante con la coletilla "unified" que funciona en la 5D Mk II así como en la 7D y todo el grupo anteriormente citado. El firmware está licenciado con la GNU General Public License. Fue inicialmente desarrollada para grabación de video con DSLR, pero sus características se han extendido hasta incluir herramientas muy útiles para fotografía. Algunas de sus características incluyen:
- HDR video (en la "2011 XMas Release")
- FPS override (así mismo en la "2011 XMas Release")
- Marcas para recortado
- ISO, Balance de Blancos, y velocidad de disparo con controles más precisos que los oficiales
- Focus Peaking, Follow Focus, Focus Stacking, y Trap Focus (Herramientas para enfoque por en software basados en algoritmos diferencia de tonos, seguimiento y renderizado)
- Barras medidoras de audio "en pantalla"
- Bracketing para fotografía HDR.
- Modificación del tiempo bulb y atomatización de tiempo hasta 2 horas (bulb extendido).
- Zebra stripes
- Control de Bitrate en modo video.

Otras características planeadas a la fecha incluyen salida HDMI limpia, previsualización anamórfica, y curvas de tonalidad personalizadas. Ya que instalar Magic Lantern no reemplaza el firmware original de Canon ni escribe datos en la ROM pero más bien, se ejecuta en la RAM junto con él, es muy sencillo de eliminar (el firmware Magic Lantern) sin apenas correr riesgos. Canon no ha hecho declaraciones al respecto, ni en la garantía ni en sus características oficiales.